# Journal of Antibiotics
Das Journal of Antibiotics, abgekürzt J. Antibiot., ist eine wissenschaftliche Fachzeitschrift, die von der Nature Publishing Group im Auftrag der japanischen Antibiotikaforschungsgesellschaft (heute: 公益財団法人 日本感染症医薬品協会, Kōeki Zaidan Hōjin Nihon Kanseishō Iyakuhin Kyōkai) veröffentlicht wird. Die Zeitschrift erscheint mit zwölf Ausgaben im Jahr. Es werden Arbeiten veröffentlicht, die sich mit der Forschung an Antibiotika beschäftigen.
Der Chefredakteur ist Kuniaki Tatsuta von der Waseda-Universität. Die Zeitschrift hatte nach Journal Citation Reports des Web of Science 2019 einen Impact Factor von 2,668 und belegte damit in der Kategorie „Biotechnologie und angewandte Mikrobiologie“ Rang 75 von 156, in der Kategorie „Immunologie“ Rang 107 von 159, in der Kategorie „Mikrobiologie“ Rang 80 von 136 und in der Kategorie „Pharmakologie und Pharmazie“ Rang 140 von 271.